# 東京盆踊り2020
東京盆踊り2020（英語: Tokyo Bon 2020）は、マレーシアのアーティストNameweeによる楽曲である。Cool Japan TVと共同でプロデュースして制作された。iTunesでは「Makudonarudo（東京盆踊）」というタイトルで公開されている。。

## 概要
何も知らないアジア人観光客が東京の街をさまよう様子を描いた楽曲。日本国内で日常的に使われている、日本語に同化して意味や発音が変わってしまった英語である「ジャパングリッシュ」を話す日本人女性の言うことを外国人観光客が理解できない様子が描かれている。
この曲は「海外から見た日本の印象」が色濃く反映されており、出演者が着物やセーラー服を着ている他、歌詞には「東芝」「ホンダ」「ヤマハ」「ソニー」と言った日本企業の名前や、「ドラえもん」などのキャラクター名が使われている。

## 評価
この曲が2017年11月にYouTubeで公開された後、中国国内で話題となり、Weiboを含むさまざまなSNSで共有された。その人気は香港、台湾、東南アジアなど他のアジア諸国や地域にも広がり、その後、アメリカやヨーロッパで人気のSNS・9gagに取り上げられ、わずか2日間で1200万回の再生回数を記録した。現時点でのプラットフォームでの総再生回数は1億回超である。
日本国内でもTikTokで5,000人以上がカバー動画を投稿している他、世界各国から「盆踊りを踊ってみた」動画が続々と投稿され、国境を越え社会現象になっている。